# 秋月院 (徳川家慶側室)
秋月院（しゅうげついん、? - 明治21年（1888年）5月5日）は、江戸幕府の12代将軍・徳川家慶の側室。俗名は津由、または露。名は泰露子。
11代将軍・徳川家斉の側室で家慶の生母である香琳院や、家慶の側室である清涼院と親類であるとされ、その縁で大奥に入る。嘉永2年（1849年）に十三男・斉信院を出産するが夭折した。
明治21年（1888年）5月5日、死去した。